# レディ・フォー・ザ・ワールド
レディ・フォー・ザ・ワールド（Ready for the World）は、アメリカ合衆国ミシガン州フリントのR&Bバンドで、1980年代半ばから後半にかけていくつかのポップ、ソウル、ダンス・ヒットを記録した。彼らは、メルヴィン・ライリーとゴードン・ストロジエによって結成された。

## ディスコグラフィ

### スタジオ・アルバム
- 『Oh、シーラ』 - Ready for the World (1985年、MCA)
- 『ロング・タイム・カミング』 - Long Time Coming (1986年、MCA)
- 『ラフ・アンド・レディ』 - Ruff N' Ready (1988年、MCA)
- 『ストレート・ダウン・トゥ・ビジネス』 - Straight Down to Business (1991年、MCA)
- Freak the World (1996年、Echo USA)
- She Said She Wants Some (2004年、Thump)

### コンピレーション・アルバム
- Oh Sheila! Ready for the World's Greatest Hits (1993年、MCA)
- 20th Century Masters - The Millennium Collection: The Best of Ready for the World (2002年、MCA)

### シングル
- "Tonight" (1984年)
- "Deep Inside Your Love" (1985年)
- 「Oh, シーラ」 - "Oh Sheila" (1985年)
- 「ディジタル・ディスプレイ」 - "Digital Display" (1985年)
- "Slide Over" (1986年)
- "Ceramic Girl" (1986年)
- 「ラヴ・ユー・ダウン」 - "Love You Down" (1986年)
- "Mary Goes 'Round" (1987年)
- "Long Time Coming" (1987年)
- "Here I Am" (1987年)
- "My Girly" (1988年)
- "Gently" (1988年)
- "Shame" (1989年)
- "Cowboy" (1989年)
- "Straight Down to Business" (1991年)
- "Can He Do It (Like This, Can He Do It Like That)" (1991年)